# National Provincial Championship Division 2 1977
La National Provincial Championship Division 2 1977 fue la segunda edición de la segunda división del principal torneo de rugby de Nueva Zelanda.

## Sistema de disputa
Los equipos enfrentan a los equipos restantes de su zona en una sola ronda.
- El equipo que logre mayor cantidad de puntos al final del torneo se corona campeón.

- El equipo campeón de la zona norte asciende de manera directa a la primera división mientras que el campeón de la zona sur disputa un repechaje frente al penúltimo ubicado en la primera división.

## División 2 Norte
Tabla de posiciones
| Pos. | Equipo         | Encuentros | Encuentros | Encuentros | Encuentros | Tantos | Tantos | Tantos | Puntos |
| Pos. | Equipo         | PJ         | PG         | PE         | PP         | F      | C      | Dif    | Puntos |
| ---- | -------------- | ---------- | ---------- | ---------- | ---------- | ------ | ------ | ------ | ------ |
| 1.º  | North Auckland | 8          | 8          | 0          | 0          | 238    | 32     | +206   | 16     |
| 2.º  | Waikato        | 8          | 6          | 0          | 2          | 203    | 70     | +133   | 12     |
| 3.º  | Poverty Bay    | 8          | 5          | 1          | 2          | 132    | 101    | +31    | 11     |
| 4.º  | Wanganui       | 8          | 5          | 1          | 2          | 160    | 134    | +26    | 11     |
| 5.º  | Wairarapa Bush | 8          | 4          | 0          | 4          | 90     | 79     | +11    | 8      |
| 6.º  | King Country   | 8          | 3          | 0          | 5          | 75     | 149    | -74    | 6      |
| 7.º  | Thames Valley  | 8          | 2          | 1          | 5          | 99     | 158    | -59    | 5      |
| 8.º  | East Coast     | 8          | 1          | 1          | 6          | 74     | 203    | -129   | 3      |
| 9.º  | Horowhenua     | 8          | 0          | 0          | 8          | 48     | 193    | -145   | 0      |

|  | Campeón Zona Norte, asciende a primera división. |

| Bandera de Nueva Zelanda |
| Campeón North Auckland   |
| Primer título            |

## División 2 Sur
| Pos. | Equipo           | Encuentros | Encuentros | Encuentros | Encuentros | Tantos | Tantos | Tantos | Puntos |
| Pos. | Equipo           | PJ         | PG         | PE         | PP         | F      | C      | Dif    | Puntos |
| ---- | ---------------- | ---------- | ---------- | ---------- | ---------- | ------ | ------ | ------ | ------ |
| 1.º  | South Canterbury | 5          | 5          | 0          | 0          | 111    | 21     | +90    | 10     |
| 2.º  | Mid Canterbury   | 5          | 4          | 0          | 1          | 87     | 36     | +51    | 8      |
| 3.º  | Nelson Bays      | 5          | 3          | 0          | 2          | 56     | 63     | -7     | 6      |
| 4.º  | West Coast       | 5          | 2          | 0          | 3          | 65     | 81     | -16    | 4      |
| 5.º  | North Otago      | 5          | 1          | 0          | 4          | 43     | 90     | -56    | 2      |
| 6.º  | Buller           | 5          | 0          | 0          | 5          | 18     | 80     | -62    | 0      |

|  | Campeón Zona Sur, clasifica al repechaje por el ascenso. |

| Bandera de Nueva Zelanda |
| Campeón South Canterbury |
| Segundo título           |